# Coleophora solitariella
Coleophora solitariella là một loài bướm đêm thuộc họ Coleophoridae. Nó được tìm thấy ở Fennoscandia to Pyrenees, Ý và România and from Đảo Anh đến miền nam Nga.
Sải cánh dài 10–13 mm.
Ấu trùng ăn Arenaria serpyllifolia, Cerastium arvense, Cerastium glomeratum, Myosoton aquaticum, Stellaria alsine, Stellaria holostea, Stellaria media, Stellaria nemorum and Stellaria uliginosa. Full-grown larvae live in a slender greyish white threevalved tubular silken case of about 8 mm. The mouth angle is about 45°. There are often several cases together on a small number of plants. Full-grown cases can be được tìm thấy ở tháng 5.

## Hình ảnh

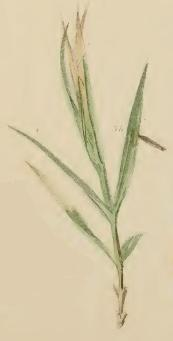
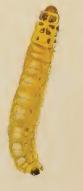
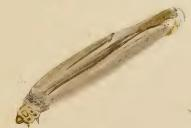